# Stazione meteorologica di Ustica
La stazione meteorologica di Ustica è la stazione meteorologica di riferimento per il Servizio Meteorologico dell'Aeronautica Militare e per l'Organizzazione Mondiale della Meteorologia, relativa all'isola di Ustica.

## Storia
La stazione meteorologica entrò in funzione nel 1922 presso il semaforo marittimo dell'isola gestito dalla Regia Marina. Nel corso degli anni successivi, entrò a far parte della rete di stazioni del Servizio Meteorologico dell'Aeronautica Militare, iniziando a svolgere, oltre alle originarie funzioni meteomarine, anche l'assistenza alla navigazione aerea.

## Caratteristiche
La stazione meteorologica si trova nell'Italia insulare, in provincia di Palermo, sull'isola e nel comune di Ustica, a 251 metri s.l.m. e alle coordinate geografiche 38°42′28.12″N 13°10′39.23″E.
Oltre a rilevare i dati relativi a temperatura, precipitazioni, pressione atmosferica, umidità relativa, eliofania, direzione e velocità del vento, la stazione è collegata ad una boa situata nell'antistante Mar Tirreno meridionale (in prossimità del limite tra il settore est e quello ovest in cui è stato convenzionalmente suddiviso), grazie alla quale è possibile osservare lo stato del mare, l'altezza dell'onda marina, la direzione dell'onda stessa, oltre alla lunghezza e all'altezza dell'onda morta (onda non più soggetta all'azione diretta del vento).

## Medie climatiche

### Dati climatologici 1971-2000
In base alle medie climatiche del periodo 1971-2000, la temperatura media del mese più freddo, febbraio, è di +11,0 °C, mentre quella del mese più caldo, agosto, è di +25,2 °C; mediamente si contano zero giorni di gelo all'anno e 21 giorni con temperatura massima uguale o superiore ai +30 °C. I valori estremi di temperatura registrati nel medesimo trentennio sono i -0,4 °C del gennaio 1999 e i +39,0 °C dell'agosto 1999.
Le precipitazioni medie annue si attestano a 505 mm, mediamente distribuite in 68 giorni di pioggia, con minimo in estate e picco massimo in autunno-inverno.
L'umidità relativa media annua fa registrare il valore di 78,2 % con minimo di 74 % a luglio e massimo di 82 % a gennaio; mediamente si contano 18 giorni di nebbia all'anno.
Di seguito è riportata la tabella con le medie climatiche e i valori massimi e minimi assoluti registrati nel trantennio 1971-2000 e pubblicati nell'Atlante Climatico d'Italia del Servizio Meteorologico dell'Aeronautica Militare relativo al medesimo trentennio.
| Ustica (1971-2000)              | Mesi        | Mesi        | Mesi        | Mesi        | Mesi        | Mesi        | Mesi        | Mesi        | Mesi        | Mesi        | Mesi        | Mesi        | Stagioni | Stagioni | Stagioni | Stagioni | Anno  |
| Ustica (1971-2000)              | Gen         | Feb         | Mar         | Apr         | Mag         | Giu         | Lug         | Ago         | Set         | Ott         | Nov         | Dic         | Inv      | Pri      | Est      | Aut      | Anno  |
| ------------------------------- | ----------- | ----------- | ----------- | ----------- | ----------- | ----------- | ----------- | ----------- | ----------- | ----------- | ----------- | ----------- | -------- | -------- | -------- | -------- | ----- |
| T. max. media (°C)              | 13,2        | 13,3        | 14,4        | 16,4        | 20,6        | 24,9        | 28,3        | 28,9        | 25,9        | 21,9        | 17,4        | 14,5        | 13,7     | 17,1     | 27,4     | 21,7     | 20,0  |
| T. min. media (°C)              | 9,1         | 8,7         | 9,5         | 11,1        | 14,5        | 18,3        | 21,3        | 22,2        | 20,1        | 16,9        | 13,2        | 10,6        | 9,5      | 11,7     | 20,6     | 16,7     | 14,6  |
| T. max. assoluta (°C)           | 20,6 (1997) | 23,0 (1977) | 23,2 (1988) | 25,6 (1999) | 32,0 (1983) | 37,6 (1982) | 37,4 (1988) | 39,0 (1999) | 33,4 (2000) | 32,2 (1999) | 27,6 (1984) | 21,6 (1989) | 23,0     | 32,0     | 39,0     | 33,4     | 39,0  |
| T. min. assoluta (°C)           | −0,4 (1999) | 0,2 (1975)  | 0,4 (1987)  | 3,6 (1973)  | 8,0 (1987)  | 12,8 (1984) | 16,0 (1972) | 14,6 (1972) | 12,8 (1983) | 7,6 (1974)  | 3,0 (1975)  | 2,4 (1999)  | −0,4     | 0,4      | 12,8     | 3,0      | −0,4  |
| Giorni di calura (Tmax ≥ 30 °C) | 0           | 0           | 0           | 0           | 0           | 1           | 8           | 11          | 1           | 0           | 0           | 0           | 0        | 0        | 20       | 1        | 21    |
| Giorni di gelo (Tmin ≤ 0 °C)    | 0           | 0           | 0           | 0           | 0           | 0           | 0           | 0           | 0           | 0           | 0           | 0           | 0        | 0        | 0        | 0        | 0     |
| Precipitazioni (mm)             | 51,1        | 52,2        | 35,1        | 42,3        | 21,2        | 11,2        | 3,7         | 18,1        | 53,3        | 73,1        | 76,3        | 67,3        | 170,6    | 98,6     | 33,0     | 202,7    | 504,9 |
| Giorni di pioggia               | 9           | 8           | 7           | 6           | 3           | 1           | 1           | 2           | 4           | 8           | 10          | 9           | 26       | 16       | 4        | 22       | 68    |
| Giorni di nebbia                | 1           | 1           | 2           | 4           | 5           | 2           | 1           | 0           | 0           | 0           | 1           | 1           | 3        | 11       | 3        | 1        | 18    |
| Umidità relativa media (%)      | 82          | 80          | 79          | 78          | 76          | 76          | 74          | 76          | 78          | 79          | 79          | 81          | 81       | 77,7     | 75,3     | 78,7     | 78,2  |

### Dati climatologici 1961-1990
In base alla media trentennale di riferimento (1961-1990) per l'Organizzazione Mondiale della Meteorologia, la temperatura media del mese più freddo, febbraio, si attesta a +10,7 °C; quella del mese più caldo, agosto, è di +24,8 °C. Nel medesimo trentennio, la temperatura minima assoluta ha toccato i -1,2 °C nel gennaio 1962 (media delle minime assolute annue di +2,5 °C), mentre la massima assoluta ha fatto registrare i +37,6 °C nel giugno 1982 (media delle massime assolute annue di +33,3 °C).
La nuvolosità media annua si attesta a 3,6 okta giornalieri, con minimo di 1,6 okta giornalieri a luglio e massimo di 4,8 okta giornalieri a gennaio.
Le precipitazioni medie annue si aggirano sui 450 mm, distribuite mediamente in 64 giorni, con marcato minimo in primavera ed estate e moderato picco in autunno.
L'umidità relativa media annua fa registrare il valore di 76,9% con minimo di 72% a luglio e massimi di 79% a dicembre, a gennaio e a marzo.
L'eliofania assoluta media annua si attesta a 7,3 ore giornaliere, con massimo di 11,2 ore giornaliere a luglio e minimo di quattro ore giornaliere a dicembre.
La pressione atmosferica media annua normalizzata al livello del mare è di 1015,5 hPa, con massimi di 1017 hPa a settembre e ad ottobre e minimo di 1013 hPa a dicembre.
Il vento presenta una velocità media annua di 6,8 m/s, con minimi di 5,1 m/s a luglio e ad agosto e massimo di 8,4 m/s a dicembre; le direzioni prevalenti sono di ponente tra ottobre e giugno e di tramontana tra luglio e settembre.
| Ustica (1961-1990)                                   | Mesi        | Mesi        | Mesi        | Mesi        | Mesi        | Mesi        | Mesi        | Mesi        | Mesi        | Mesi        | Mesi        | Mesi        | Stagioni | Stagioni | Stagioni | Stagioni | Anno    |
| Ustica (1961-1990)                                   | Gen         | Feb         | Mar         | Apr         | Mag         | Giu         | Lug         | Ago         | Set         | Ott         | Nov         | Dic         | Inv      | Pri      | Est      | Aut      | Anno    |
| ---------------------------------------------------- | ----------- | ----------- | ----------- | ----------- | ----------- | ----------- | ----------- | ----------- | ----------- | ----------- | ----------- | ----------- | -------- | -------- | -------- | -------- | ------- |
| T. max. media (°C)                                   | 12,6        | 12,7        | 13,7        | 16,1        | 20,1        | 24,0        | 27,5        | 27,8        | 25,2        | 21,2        | 17,2        | 14,0        | 13,1     | 16,6     | 26,4     | 21,2     | 19,3    |
| T. min. media (°C)                                   | 8,9         | 8,6         | 9,4         | 11,2        | 14,4        | 18,0        | 21,2        | 21,8        | 20,0        | 16,7        | 13,2        | 10,3        | 9,3      | 11,7     | 20,3     | 16,6     | 14,5    |
| T. max. assoluta (°C)                                | 22,4 (1962) | 23,0 (1977) | 23,2 (1988) | 25,6 (1985) | 32,0 (1983) | 37,6 (1982) | 37,4 (1988) | 34,8 (1965) | 33,4 (1987) | 29,4 (1976) | 27,6 (1984) | 21,6 (1989) | 23,0     | 32,0     | 37,6     | 33,4     | 37,6    |
| T. min. assoluta (°C)                                | −1,2 (1962) | 0,2 (1975)  | 0,4 (1987)  | 3,6 (1973)  | 6,4 (1970)  | 12,8 (1984) | 14,0 (1964) | 14,6 (1972) | 12,8 (1983) | 7,6 (1974)  | 3,0 (1975)  | 0,0 (1967)  | −1,2     | 0,4      | 12,8     | 3,0      | −1,2    |
| Nuvolosità (okta al giorno)                          | 4,8         | 4,6         | 4,3         | 4,1         | 3,5         | 2,7         | 1,6         | 1,8         | 2,8         | 3,7         | 4,2         | 4,6         | 4,7      | 4,0      | 2,0      | 3,6      | 3,6     |
| Precipitazioni (mm)                                  | 47,5        | 45,4        | 35,0        | 34,7        | 18,2        | 8,9         | 3,6         | 10,6        | 37,4        | 67,3        | 71,0        | 68,9        | 161,8    | 87,9     | 23,1     | 175,7    | 448,5   |
| Giorni di pioggia                                    | 9           | 8           | 7           | 5           | 3           | 1           | 1           | 1           | 4           | 7           | 9           | 9           | 26       | 15       | 3        | 20       | 64      |
| Umidità relativa media (%)                           | 79          | 78          | 79          | 77          | 76          | 75          | 72          | 75          | 77          | 78          | 78          | 79          | 78,7     | 77,3     | 74       | 77,7     | 76,9    |
| Eliofania assoluta (ore al giorno)                   | 4,3         | 5,1         | 6,0         | 7,2         | 9,0         | 10,2        | 11,2        | 10,2        | 8,4         | 6,5         | 5,2         | 4,0         | 4,5      | 7,4      | 10,5     | 6,7      | 7,3     |
| Radiazione solare globale media (centesimi di MJ/m²) | 825         | 1 130       | 1 578       | 2 084       | 2 473       | 2 741       | 2 755       | 2 473       | 1 959       | 1 388       | 955         | 722         | 2 677    | 6 135    | 7 969    | 4 302    | 21 083  |
| Pressione a 0 metri s.l.m. (hPa)                     | 1 016       | 1 015       | 1 015       | 1 014       | 1 016       | 1 016       | 1 016       | 1 015       | 1 017       | 1 017       | 1 016       | 1 013       | 1 014,7  | 1 015    | 1 015,7  | 1 016,7  | 1 015,5 |
| Vento (direzione-m/s)                                | W 8,3       | W 8,3       | W 7,8       | W 7,2       | W 6,1       | W 5,5       | N 5,1       | N 5,1       | N 5,6       | W 6,5       | W 7,7       | W 8,4       | 8,3      | 7,0      | 5,2      | 6,6      | 6,8     |

### Dati climatologici 1951-1980
Nel trentennio 1951-1980 la temperatura media dei mesi più freddi, gennaio e febbraio, si attesta a +10,5 °C; quella del mese più caldo, agosto, è di circa +24,5 °C.
Nel medesimo trentennio, la temperatura minima assoluta di -1,2 °C è stata registrata nel marzo 1956 e nel gennaio 1962, mentre la temperatura massima di +36,8 °C risale all'agosto 1957.
| Ustica (1951-1980)    | Mesi        | Mesi        | Mesi        | Mesi        | Mesi        | Mesi        | Mesi        | Mesi        | Mesi        | Mesi        | Mesi        | Mesi        | Stagioni | Stagioni | Stagioni | Stagioni | Anno |
| Ustica (1951-1980)    | Gen         | Feb         | Mar         | Apr         | Mag         | Giu         | Lug         | Ago         | Set         | Ott         | Nov         | Dic         | Inv      | Pri      | Est      | Aut      | Anno |
| --------------------- | ----------- | ----------- | ----------- | ----------- | ----------- | ----------- | ----------- | ----------- | ----------- | ----------- | ----------- | ----------- | -------- | -------- | -------- | -------- | ---- |
| T. max. media (°C)    | 12,3        | 12,5        | 13,5        | 15,5        | 19,6        | 23,8        | 26,7        | 27,3        | 24,8        | 20,6        | 16,8        | 13,8        | 12,9     | 16,2     | 25,9     | 20,7     | 18,9 |
| T. min. media (°C)    | 8,7         | 8,5         | 9,3         | 10,9        | 14,2        | 18,0        | 20,8        | 21,6        | 19,8        | 16,2        | 12,9        | 10,2        | 9,1      | 11,5     | 20,1     | 16,3     | 14,3 |
| T. max. assoluta (°C) | 22,4 (1962) | 23,0 (1977) | 26,0 (1952) | 25,0 (1961) | 31,4 (1973) | 35,7 (1952) | 36,2 (1962) | 36,8 (1957) | 33,4 (1953) | 31,0 (1952) | 26,0 (1961) | 20,0 (1959) | 23,0     | 31,4     | 36,8     | 33,4     | 36,8 |
| T. min. assoluta (°C) | −1,2 (1962) | 0,2 (1975)  | −1,2 (1956) | 3,6 (1973)  | 6,4 (1970)  | 11,0 (1953) | 14,0 (1964) | 14,2 (1957) | 13,0 (1971) | 7,6 (1974)  | 3,0 (1975)  | −1,0 (1957) | −1,2     | −1,2     | 11,0     | 3,0      | −1,2 |

## Valori estremi

### Temperature estreme mensili dal 1946 ad oggi
Nella tabella sottostante sono riportate le temperature massime e minime assolute mensili, stagionali ed annuali dal 1946 ad oggi, con il relativo anno in cui si queste si sono registrate. La massima assoluta del periodo esaminato di +43,0 °C è del luglio 2023, mentre la minima assoluta di -1,2 °C è stata registrata nel marzo 1956 e nel gennaio 1962.
| Ustica (1946-2024)    | Mesi        | Mesi        | Mesi        | Mesi        | Mesi        | Mesi        | Mesi        | Mesi        | Mesi        | Mesi        | Mesi        | Mesi        | Stagioni | Stagioni | Stagioni | Stagioni | Anno |
| Ustica (1946-2024)    | Gen         | Feb         | Mar         | Apr         | Mag         | Giu         | Lug         | Ago         | Set         | Ott         | Nov         | Dic         | Inv      | Pri      | Est      | Aut      | Anno |
| --------------------- | ----------- | ----------- | ----------- | ----------- | ----------- | ----------- | ----------- | ----------- | ----------- | ----------- | ----------- | ----------- | -------- | -------- | -------- | -------- | ---- |
| T. max. assoluta (°C) | 22,4 (1962) | 23,0 (1977) | 27,4 (2024) | 29,4 (2024) | 33,4 (2022) | 37,6 (1982) | 43,0 (2023) | 39,0 (1999) | 36,8 (1946) | 32,2 (1999) | 27,6 (1984) | 22,8 (2010) | 23,0     | 33,4     | 43,0     | 36,8     | 43,0 |
| T. min. assoluta (°C) | −1,2 (1962) | 0,5 (1956)  | −1,2 (1956) | 3,6 (1973)  | 6,4 (1970)  | 10,0 (2006) | 14,0 (1964) | 14,2 (1957) | 12,2 (2004) | 7,0 (2011)  | 3,0 (1975)  | −1,0 (1957) | −1,2     | −1,2     | 10,0     | 3,0      | −1,2 |